# Соколово (Каргапольський район)
Соколо́во (рос. Соколово) — село у складі Каргапольського району Курганської області, Росія. Входить до складу Долговської сільської ради.
Населення — 175 осіб (2010, 288 у 2002).
Національний склад населення станом на 2002 рік: росіяни — 96 %.